# بيرثا ريلاند

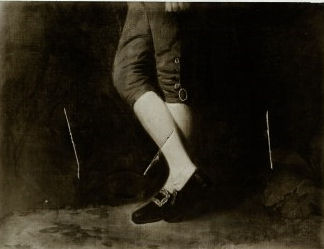
Master Thornhill Birmingham

بيرثا ويلموت ريلاند (12 أكتوبر 1882 - أبريل عام 1977) كانت مناضلة في سبيل منح حق التصويت للنساء وعضوًا في الاتحاد الاجتماعي والسياسي للمرأة، وبعد تمزيقها لوحة في معرض برمنغهام للفنون استمرت بإضراب عن الطعام عام 1914 في سجن وينسون غرين في برمنغهام، وحصلت إثر ذلك على ميدالية الإضراب عن الطعام.

## حياتها المبكرة
ولدت يبرثا في إدغباستون في برمنغهام، كانت الطفلة الأصغر لكل من أليس فيليشا (اسمها قبل الزواج: ويلموت؛ 1846 - 1927) وويليام هنري ريلاند (1844 – 1925)، مهندس معماري. كانت مسيرتها كمناصرة لحقوق النساء طويلة: كانت والدتها السيدة أليس ريلاند من 19 شارع هيرميتاج في إدغباستون عضًوا في اللجنة التنفيذية لجمعية اقتراع المرأة في برمنغهام في منتصف السبعينات. بسبب عدم رضاها عن التقدم الذي أحرزته الرابطة، انضمت السيدة رايلاند وبيرثا عام 1907 إلى فرع الاتحاد الاجتماعي والسياسي للمرأة في برمنغهام، حيث عملت بيرتا رالاند برفقة غلاديس كيشر وهيلدا بركيت. في عام 1910، أسست ريلاند فرعًا جديدًا في ليتشفيلد.

## النضال
في شهر نوفمبر من العام 1911، حُكم على بيرثا رالاند في محكمة صلح باو ستريت بالسجن لمدة أسبوع في سجن هولواي. بعد مشاركتها في حملة تحطيم النوافذ في شارع بوند في لندن في شهر مارس عام 1912، حُكم عليها ضمن جلسات لندن بالسجن لمدة ستة أشهر، وقضت أربعة أشهر في سجن وينسون فرين، إذ جرى تفتيشها بعد خلع ملابسها وبدأت إضرابًا عن الطعام، وأُطعمت بالقوة 14 مرة، حصلت إثر ذلك على ميدالية الإضراب عن الطعام من قبل الاتحاد الاجتماعي والسياسي للمرأة. تسببت المعاملة التي تعرضت لها بضرر دائم في الكلية.
في الثامن من يونيو عام 1914، مزّقت ريلاند البالغة من العمر 31 عامًا لوحة جون بينسلي ثورنهيل، المعروفة باسم «ماستر ثورنهيل» التي رسمها جورج رومني في معرض برمنغهام للفنون، مستخدمةً ساطور لحم كانت تخفيه في سترتها، مما تسبب بضرر للوحة تقدر قيمته 50 جنيه إسترليني. كانت تحمل خلال الهجوم ورقة تتضمن اسمها وعنوانها، وبررت فعلتها قائلة: «أهاجم هذا العمل الفني عمدًا احتجاجًا على الظلم الجنائي للحكومة في حرمان النساء من التصويت، وأيضًا ضد الظلم الوحشي الذي تمارسه الحكومة من سجن وإطعام قسري وتخدير للمناضلات من أجل تصويت المرأة، في حين تتركون المجاهدين الأولستريين أحرارًا» تركت هذه الورقة بعد مغادرتها المعرض. عقب الهجوم، أغلق المعرض لمدة ستة أسابيع، وزادت الإجراءات الأمنية بعد افتتاحه بأن تُغلق أبوابه بعد الساعة الخامسة مساءً وكان مغلقًا طوال أيام الأحد، في الوقت نفسه فُرضت قاعدة جديدة «لا أكمام واصلة، ولا حقائب معصم أو عصيّ». بعد إلقاء القبض عليها، مثلت ريلاند أمام القضاء في العاشر من يونيو عام 1914 لجلسة الاستماع، التي رفضت خلالها المشاركة في الإجراءات وصرخت «لا استسلام!» في حين أُخرجت من المحكمة. عادت مرة أخرى إلى الإضراب عن الطعام أثناء احتجازها. قبلت ريلاند بكفالة، وكانت مريضة للغاية بحيث لا لم تتمكن من المثول في محكمة أسيزس، بعد أن قال طبيب في مستشفى كوين في برمنغهام أن حضورها جلسة الاستماع سيتسبب في تدهور حالتها النفسية، ولم تتلق بعد حكمًا عندما اندلعت الحرب العالمية الأولى. عانت من ضرر كلوي دائم نتيجة للتغذية القسرية في السجن.